# Kurt Kjellström
Kurt Kjellström, född 19 mars 1921 i Stockholm, död 10 december 1965 i Vantörs församling, Stockholm, var en svensk ishockeyspelare.

## Biografi
Kurt Kjellström växte upp i en arbetarfamilj på Katarina Bangata 42 på Södermalm. Det var för övrigt samma port där Nacka Skoglund och hans bröder växte upp. Samtliga spelade för Hammarby IF i fotboll och hade gått i skolan Katarina södra skola. Kurt Kjellström var en av de mera framgångsrika ishockeyspelarna i Sverige i början av 1940-talet. Ursprungligen kom han från Hammarby IF, men värvades i början år 1939 av AIK. 1940 återvände han på egen begäran till Hammarby IF trots att han vunnit skytteligan och även var en given spelare i AIK:s fotbollslag.   
För Hammarby IF gjorde han 150 mål på 121 matcher som han hade sina största framgångar med fyra SM-guld och sex seriesegrar, han vann skytteligan vid sju tillfällen. ”Kurre Kjellström – Sveriges bäste Center, den fruktansvärde goalgettern mellan Stig Andersson och Holger Nurmela. Det finns många som vill ta gift på att "Kjellis" är den mest effektiva genombrytare vi haft bland puckare och under hans tid dominerade Hammarby som varken förr eller senare. Sant är att han var den mest dödsföraktande spelare vi fått fram, ty han skydde ingenting bara han såg chansen att få in pucken i kassen. Jag såg honom fira sin 25-årsdag i Glasgow med en praktmatch mot kanadensiska proffs, vilka skrattade ut mig då jag påstod att "Kjellis" hade ett vanligt civilt jobb vid sidan av sin hobby ishockeyn. De betraktade mig som en värdig efterträdare till Münchhausen”https://www.swehockey.se/hockey-hall-of-fame/invalda-i-hhof/13-24/17-kurt-kjellstro-m/ Kjellström, som lystrade till smeknamnen "Kurre Kjellis" och "Biffen", spelade dessutom både bandy och fotboll i Hammarby IF. I fotbollslaget gjorde han 85 mål på 89 seriematcher; totalt gjorde han sammanlagt 162 mål och är därmed klubbens bäste målskytt genom tiderna.  Efter en turné i Storbritannien 1946 var Hammarby mycket illa ute ekonomiskt och det fanns ingen möjlighet att tillgodose spelarnas behov; efter säsongen lämnade han tillsammans med "Stickan" Andersson till Atlas Diesels IF nere i tvåan. Familjen Wallenbergs lag Atlas hade ordnat jobb åt båda i Sickla hos Atlas Diesel.
Ett år senare fick han ett arbete och flyttade till Småland där han började spela för Ljungby IF. Hans alkoholproblem blev under den tiden allt mer tydliga. Han umgicks mest med ungdomsgäng under Smålands tiden. Men sedan flyttade han norrut, där det blev två säsonger för Södertälje SK där hade han en egen hejarklack med suparpolare. Senare i karriären tillbaka en kort sejour i Atlas innan han återvände till Hammarby. Han fick lite speltid i ett starkt spelande Hammarby som vann SM-guld. Därefter drog han sig tillbaka. Den sista tiden av sitt liv var han rullstolsburen efter en hjärnblödning. Han avled 1965 i Högdalen.